# Römerlager Am Goldstein
Das Lager „Am Goldstein“ ist ein römisches Militärlager aus der frühen Kaiserzeit. Es befindet sich etwa 700 Meter westlich des Lagers Rödgen in Bad Nauheim und wurde 1985 im Luftbild entdeckt.
Das Lager bedeckt eine Fläche von ca. 1,5 ha (300 × 470 Meter) und ist von einem Spitzgraben umgeben. Als bauliche Besonderheit weist die Anlage eine innere Befestigung von 56 × 65 Metern auf. Weitere Innenbebauungen konnten bislang nicht nachgewiesen werden. Möglicherweise handelt es sich hier um ein Trainingslager der römischen Armee.
Zwischen 1986 und 1991 wurden durch die Römisch-Germanische Kommission (RGK) Grabungen durchgeführt, die aber bislang kein näher datierbares Fundmaterial brachten.